# Хикарилья
Апачи-хикарилья, Jicarilla Apache, или просто хикарилья, хикарийя — одно из племён апачей, проживающее в штате Нью-Мексико. Язык хикарилья относится к южным атабаскским языкам. Название jicarilla происходит из мексиканской формы испанского языка и означает «маленькая корзина».

## Резервация
Резервация Хикарилья расположена на территории двух округов штата Нью-Мексико: Рио-Арриба и Сандоваль. Площадь резервации составляет 3532,864 км², а население — 2755 человек согласно переписи 2000 года. Административный центр резервации — г. Дульсе в штате Нью-Мексико, на крайней северной оконечности резервации, где проживает 95 % её населения. Там же находится радиостанция племени KCIE (90.5 FM).
Племя хикарилья было единственным из племён апачей, которое отказалось сотрудничать с федеральными войсками в поисках Джеронимо.

## Известные представители племени
Виола Кордова (исп. Viola Cordova, 20 октября 1937 — 2 ноября 2002) — философ, художница и писательница, член племени апачей хикарилья, была одной из первых женщин — коренных американцев, получивших докторскую степень по философии.